# Pedro Yang
Pedro Alejandro Yang Ruiz (9 de octubre de 1976) es un deportista guatemalteco que compitió en bádminton, en las modalidades individual y de dobles. Ganó cuatro medallas en los Juegos Panamericanos entre los años 1999 y 2007.

## Palmarés internacional
| Juegos Panamericanos | Juegos Panamericanos            | Juegos Panamericanos | Juegos Panamericanos |
| Año                  | Lugar                           | Medalla              | Prueba               |
| -------------------- | ------------------------------- | -------------------- | -------------------- |
| 1999                 | Winnipeg (Canadá)               | Medalla de bronce    | Individual           |
| 2003                 | Santo Domingo (Rep. Dominicana) | Medalla de bronce    | Individual           |
| 2003                 | Santo Domingo (Rep. Dominicana) | Medalla de plata     | Dobles               |
| 2007                 | Río de Janeiro (Brasil)         | Medalla de bronce    | Dobles               |